# كين هربرت
كين هربرت (بالإنجليزية: Ken Herbert)‏ هو لاعب كرة قدم أسترالية أسترالي، ولد في 27 ديسمبر 1924، وتوفي في 3 مارس 2011.

## وصلات خارجية
- كين هربرت على موقع AustralianFootball.com (الإنجليزية)
- كين هربرت على موقع AFLtables.com (الإنجليزية)